# Komenda Rejonu Uzupełnień Łask
Komenda Rejonu Uzupełnień Łask (KRU Łask) – organ wojskowy właściwy w sprawach uzupełnień Sił Zbrojnych II Rzeczypospolitej i administracji rezerw w powierzonym mu rejonie.

## Historia komendy
Z dniem 25 września 1928 roku na obszarze Okręgu Korpusu Nr IV została utworzona Powiatowa Komenda Uzupełnień Łask, która administrowała powiatem łaskim, wydzielonym z PKU Sieradz. W grudniu 1930 roku PKU Łask posiadała skład osobowy typ III.
1 lipca 1938 roku weszła w życie nowa organizacja służby poborowej, zgodnie z którą dotychczasowa PKU Łask została przemianowana na Komendę Rejonu Uzupełnień Łask przy czym nazwa ta zaczęła obowiązywać 1 września 1938 roku, z chwilą wejścia w życie ustawy z dnia 9 kwietnia 1938 roku o powszechnym obowiązku wojskowym.
Komendant Rejonu Uzupełnień w sprawach dotyczących uzupełnień Sił Zbrojnych i administracji rezerw podlegał bezpośrednio dowódcy Okręgu Korpusu Nr IV. Rejon uzupełnień nie uległ zmianie i nadal obejmował powiat łaski.

## Obsada personalna
Poniżej przedstawiono komendanta rejonu uzupełnień (Powiatowej Komendy Uzupełnień) oraz wykaz oficerów pełniących służbę w PKU i KRU Łask, z uwzględnieniem najważniejszej zmiany organizacyjnej przeprowadzonej w 1938 roku.
| Komendant                    | Komendant               | Komendant                        |
| ---------------------------- | ----------------------- | -------------------------------- |
| stopień, imię i nazwisko     | okres pełnienia funkcji | Kolejne stanowisko (dalsze losy) |
| ppłk piech. Stefan Rychalski | III 1929 – 1939         | †1940 Katyń                      |

| Obsada pozostałych stanowisk PKU w latach 1928–1938             | Obsada pozostałych stanowisk PKU w latach 1928–1938 | Obsada pozostałych stanowisk PKU w latach 1928–1938 | Obsada pozostałych stanowisk PKU w latach 1928–1938 |
| --------------------------------------------------------------- | --------------------------------------------------- | --------------------------------------------------- | --------------------------------------------------- |
| kierownik I referatu administracji rezerw i zastępca komendanta | mjr piech. Wacław II Wierzbicki                     | IX 1928 – III 1929                                  | dyspozycja dowódcy OK IV                            |
| kierownik I referatu administracji rezerw i zastępca komendanta | mjr piech. Dionizy Tustanowski                      | III – VII 1929                                      | dyspozycja dowódcy OK IV                            |
| kierownik I referatu administracji rezerw i zastępca komendanta | mjr piech. Feliks Sikorski                          | XII 1929 – IX 1930                                  | dyspozycja dowódcy OK IV                            |
| kierownik I referatu administracji rezerw i zastępca komendanta | kpt. piech. Adolf Kozubal                           | IX 1930 – 30 IV 1933                                | stan spoczynku                                      |
| kierownik I referatu administracji rezerw i zastępca komendanta | kpt. art. Edward Franciszek Wawryka                 | 1934 – VI 1938                                      | kierownik I referatu KRU                            |
| kierownik II referatu poborowego                                | por. kanc. Mieczysław IV Ostrowski                  | 1928 – IX 1930                                      | dyspozycja dowódcy OK IV                            |
| kierownik II referatu poborowego                                | por. piech. Dionizy Edward Kazimierz Sikorski       | od IX 1930 – był w 1935                             |                                                     |
| referent                                                        | por. piech. Jan II Kawecki                          | do XII 1929                                         | p.o. kierownika II referatu PKU Bochnia             |
| referent                                                        | por. piech. Dionizy Edward Kazimierz Sikorski       | XII 1929 – IX 1930                                  | kierownik II referatu                               |
| Obsada pozostałych stanowisk KRU w latach 1938–1939             |                                                     |                                                     |                                                     |
| kierownik I referatu ewidencji                                  | kpt. adm. (art.) Edward Franciszek Wawryka          | III 1939                                            | od IX 1939 w niemieckiej niewoli                    |
| kierownik II referatu uzupełnień                                | kpt. adm. (piech.) Sławomir Zbigniew Krzeszowski    | III 1939                                            |                                                     |

## Uwagi

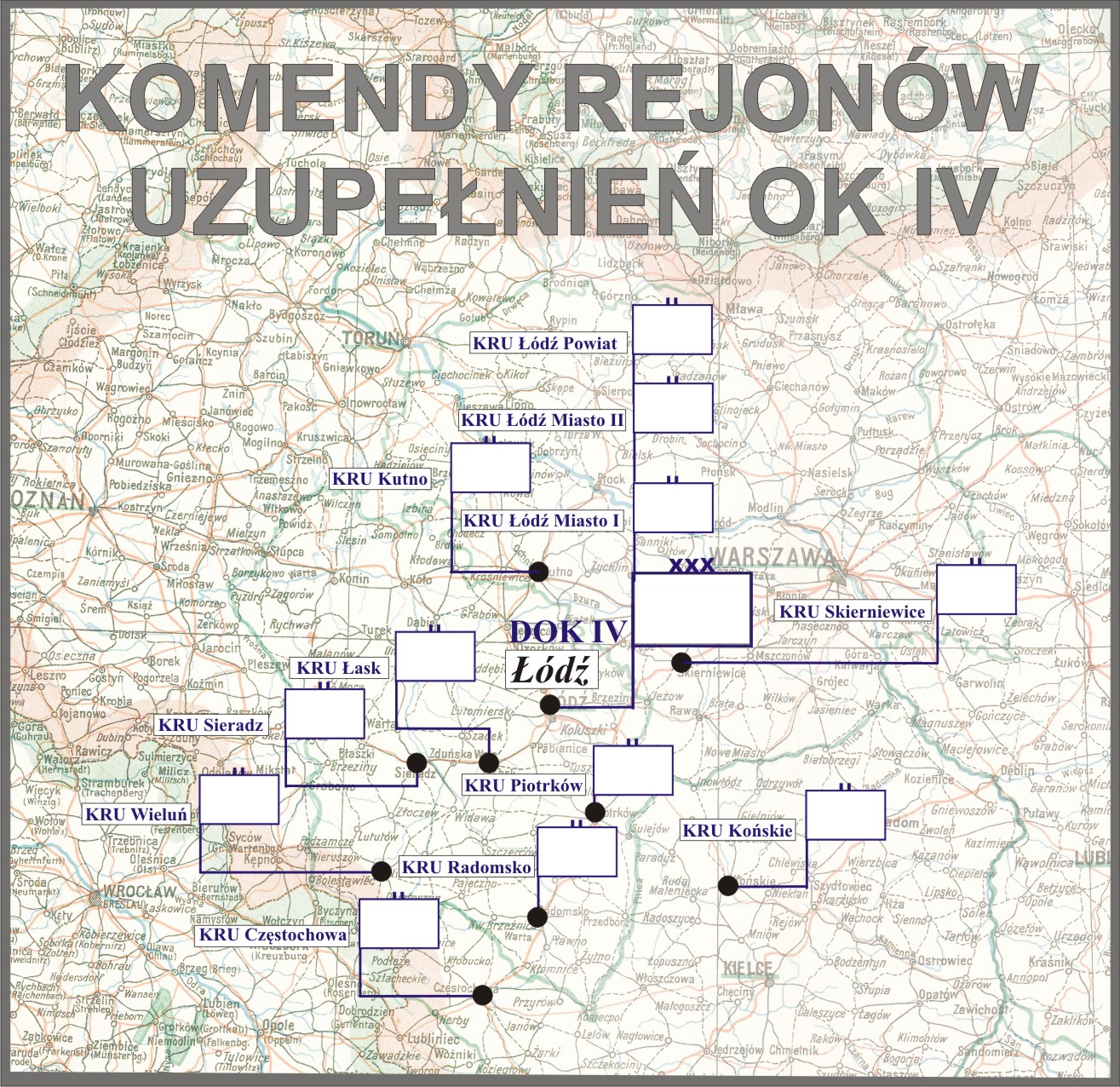
Komendy rejonów uzupełnień OK III